# El magníficat en la catedral de Valladolid en el siglo XVI
El magníficat es un canto de alabanza a la virgen escuchado durante el oficio de Vísperas que, entonado desde los primeros siglos de la Edad Media, se convierte en polifónico en el siglo XV y a partir del siglo XVI se generaliza su uso con este estilo. A partir de dicha transformación a la polifonía, se comienza a dar en fiestas importantes de aquel entonces, véase el Corpus Christi o la Epifanía.
La ciudad de Valladolid resulta un centro relevante para estudiar el género ya que se conserva un alto número de fuentes a través de las cuales se hace comprensible el devenir de esta música dentro de la institución entre los siglos siglo XVI e inicios del siglo XVII; el archivo de la catedral contiene manuscritos que ayudan al estudio de estas fuentes. Entre los autores de los escritos adquiridos por la organización se encuentran nombres como Tomás Luis de Victoria o Sebastián de Vivanco.

## El género magníficat

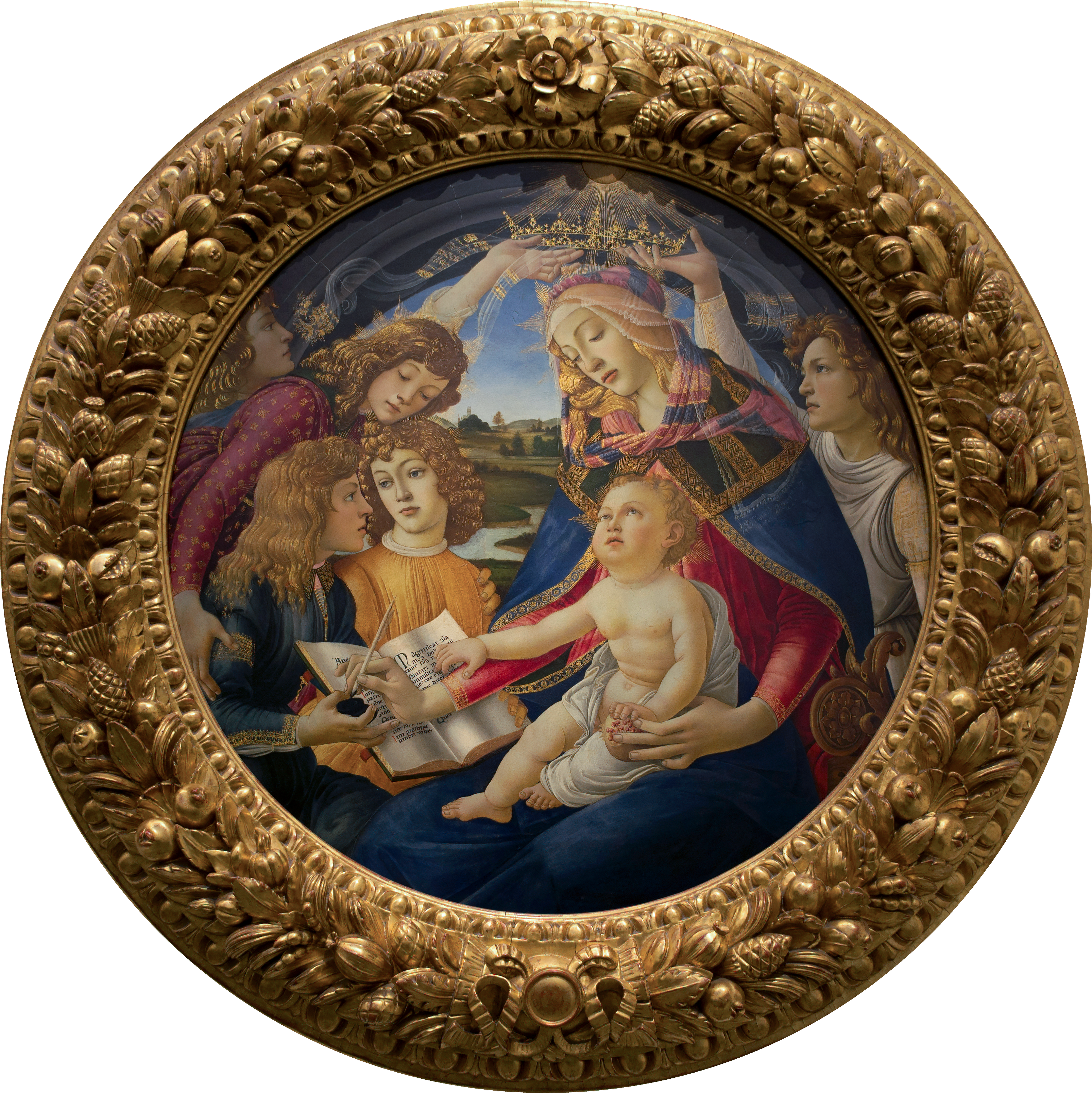
Representación de la Virgen escribiendo el salmo magníficat

El magníficat es un canto religioso derivado del texto de San Lucas 1: 46-55 en el cual se reproducen las palabras que la Virgen María dirige a Dios en su visita a su prima Isabel; estas frases albergan, según el ideario cristiano, las bases para entender cómo vive María su fe en Dios, y que sirven como modelo para todo creyente. A pesar de existir musicalizaciones para este texto desde los primeros oficios cristiano, entonado en canto llano durante las Vísperas, el poema mariano comienza a atraer la mirada de diferentes compositores en el siglo XV, quienes buscan hacerlo polifónico, recurriendo a la policoralidad y el acompañamiento instrumental de ministriles, órganos y efectivos instrumentales varios.
Hacia mediados del siglo XVI el concepto de magníficat se consolida por las aportaciones de músicos que crearon ciclos en los ocho tonos. El canto del magníficat se ve enmarcado por una invocación primera, una antífona y una fórmula de despedida. Así, el salmo de María era cantado según el tono de recitado de la antífona que cambiaba siguiendo el acto religioso; al tono al que más se acudía era el primero, de Re. Algunos de los creadores de estos cánticos fueron Cristóbal de Morales, Tomás Luis de Victoria, Juan Navarro, o Giovanni Pierluigi da Palestrina.

## El archivo de la catedral de Valladolid
El Archivo Musical de la catedral, cuenta con alrededor de seis millares de documentos musicales de diverso valor que abarcan desde el siglo XV hasta el siglo pasado. Las piezas aquí encontradas son tanto manuscritas como impresas, destacando estas últimas a partir del siglo XVI. Resulta así reseñable el papel de las composiciones para coro o voz, conteniendo más de cien impresos de estas. Asimismo este repositorio atesora fuentes documentales no solo religiosas sino muchas de ellas profanas, como madrigales, además de ejemplares únicos o valiosos tratados de música.

## El desarrollo del magníficat en la catedral entre mediados delsigloXVIe inicios delsigloXVII

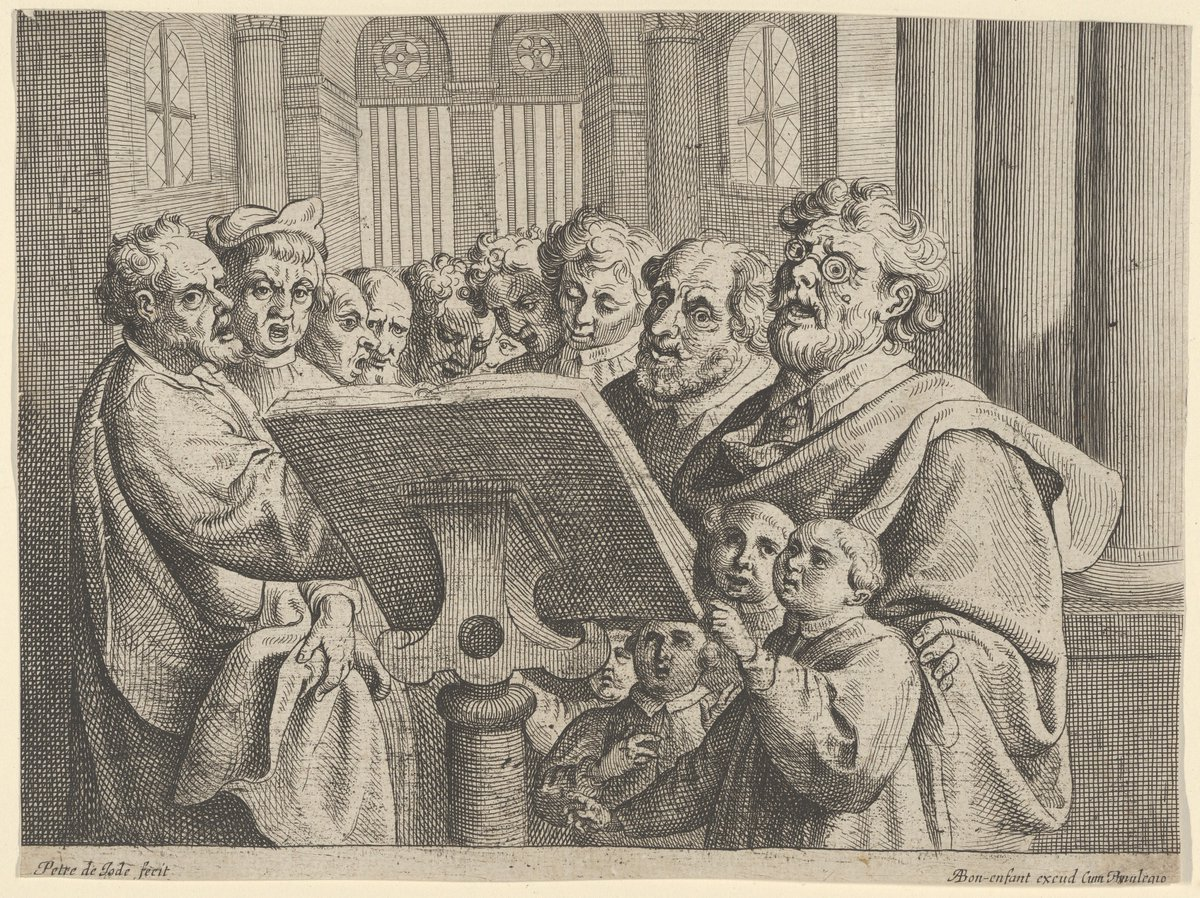
Grabado de cantores y niños de coro del

Una forma de estudiar como progresa el género magníficat en la iglesia mayor es a través de los documentos manuscritos e impresos encontrados en el archivo. De esta manera, un primer acercamiento al canto se da gracias al Inventario 1547. En esta memoria recogida por el maestro de capilla Juan de Valderas, se comenta la existencia en aquel momento de magníficats e himnos de Cristóbal de morales, piezas las primeras colocadas en formato particella. Probablemente estos himnos y magníficat se cantasen en vísperas. El inventario recoge más cantos marianos en cartapacios o cuadernos nombrados 'libros blancos'; uno de estos es el Manuscrito 5.
Signado E-V 5, el de mayor antigüedad en el depósito, guardado entre 1545 y 1565 pero finalizado en el 1600, y que destaca por ostentar algunas única de Morales. Los ocho magníficats recogidos aquí (2 de Morales, 1 anónimo, 1 de Pastrana, 1 de Ordóñez y 3 de Guerrero) parecen responder a necesidades musicales de la antigua colegiata, que buscaría nuevas partituras a través de la compra e intercambio de estas. En esto, el hecho de contar con ocho cantos de María resultaba óptimo para abordar las fiestas del calendario en canto de órgano y con la posibilidad de intercalar tonos. En el Ms 5 se observa también la introducción del fabordón junto con las mezclas de versos pares e impares. Comprende autorías como Morales, o Francisco Guerrero. En un inventario posterior, el Inventario 1656, se informa de la existencia de otros dos magníficat de Morales en otro libro manuscrito.

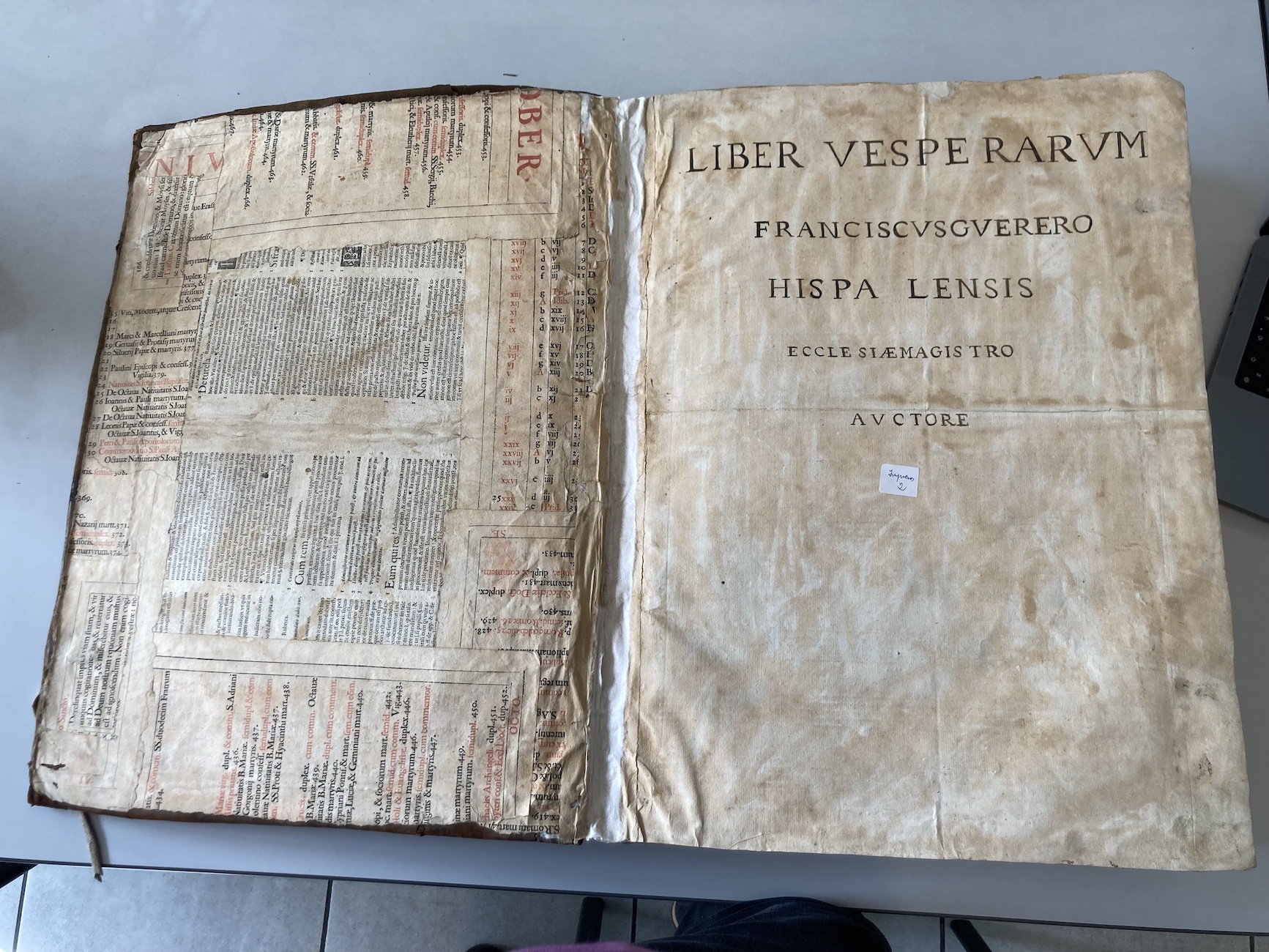
Portada del impreso Liber Vesperarum de Francisco Guerrero

Dos compositores con gran presencia en el archivo de la Iglesia son Francisco Guerrero y Juan Navarro. Respecto al primero, algunos de sus poemas se hallan en el ya mencionado Ms. 5, mientras que el resto están en su libro, Liber Vesperarum, el cual contenía misas, himnos y magníficats en los ocho tonos con un adornado contrapunto. Del maestro de capilla Navarro se custodia en el depósito catedralicio una copia de su libro Psalmi, hymno ac magnificat totius anni, secundum ritum sanctæ Romanæ Ecclesiæ publicada póstumamente en el año 1590; en este documento se leen nueve magníficat polifónicos. Este último cosido tiene relación directa con el Liber Magnificarum de Sebastían de Vivanco.
En el Archivo de la catedral se localiza también el impreso de Tomás Luis de Victoria Missæ, magnificat, motecta, psalmi & alia quam plurima de 1600, libro con magníficats policorales a 8 y 12 voces. Se sabe que estos cantos marianos fueron ampliamente utilizados por los cantores de la institución pues, mientras que en el primero de ellos faltan varias voces, el segundo muestra papeles arrancados y el desgaste propio de un libro muy utilizado.

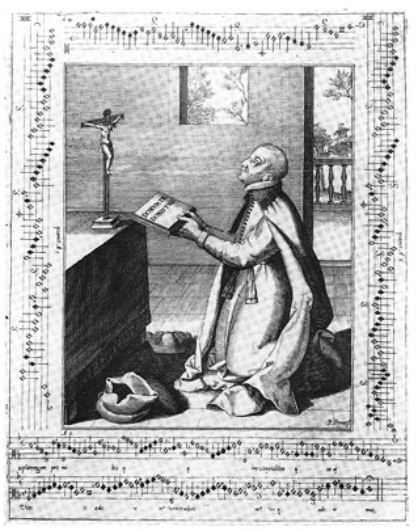
Retrato de Sebastián de Vivanco

Hacia 1605 la catedral adquiere dos libros grandes de magníficat. El primero de ellos del músico portugués Duarte Lobo llamado Cantica Beatae Mariae Virginis, vulgo magnificat con obras en los ocho tonos y en contrapunto polifónico, estilo ya encontrado en otras piezas dentro del archivo; el segundo se advierte como un libro de facistol con magníficat. Finalmente en 1608, llega al repositorio una copia del Liber Magnificarum del compositor abulense Sebastián de Vivanco. Este cuaderno dispone de dieciséis magníficat, con versos pares e impares en los ocho tonos, con una pieza más para los tonos primero y último, y escritos para interpretación policoral. De alguna manera el compendió musical de Sebastián de Vivanco informa sobre la demanda de cánticos nuevos, modernos, y de contar en el repositorio con un artículo estéticamente bello y de apariencia lujosa con el fin de aumentar el valor de un ya nutrido archivo catedralicio.
Una vez observado el recorrido por los documentos continentes de magníficat entre mediados del siglo XVI e inicios del siglo XVII en Valladolid, se comprende que dicho poema tuvo una enorme significación para la música de las grandes festividades de la ciudad. Estos cantos en manera de canto de órgano aumentan cada vez más en número y, aunque en un inicio parecen obtenerse por necesidad, acaban por comprarse por voluntad del cabildo o del maestro de capilla intentando hacerse con las últimas y más modernas publicaciones. Se busca, así, un aumento del repertorio dentro del que poder variar. Aparte, a finales del siglo XVI, Valladolid perseguía convertirse en capital del reino, por lo que un corpus considerable y de calidad de piezas tan sonadas como los magníficat ayudaba a aportar significación artística.